# Laske-Vedums kyrka
Laske-Vedums kyrka är en kyrkobyggnad som sedan 2018 tillhör Varabygdens församling (2002—2018 Vedums församling och tidigare Laske-Vedums församling) i Skara stift. Den ligger i kyrkbyn Vedum i Vara kommun.

## Kyrkobyggnaden
Första kyrkobyggnaden var troligen en stavkyrka som på 1100-talet ersattes av en stenkyrka i romansk stil. Delar av denna stenkyrka finns kvar i norra och östra väggen. År 1776 var kyrkan så förfallen att socknen för egna medel lät göra en ombyggnad. Långhuset breddades åt söder och ett nytt kor byggdes vid östra sidan. Norr om koret byggdes en ny sakristia. 1811 byggdes ett nytt vapenhus. Taket har valmade spetsar.
I kyrkorummet finns ovanliga målningar utförda 1791 av Boråsmästaren Nils Åvall med blomstergirlander på väggarna och skildringar av olika dygder på läktarbröstningen. . 

## Klockor och klockstapel
Nuvarande klockstapel byggdes 1937 och ersatte en nästan identisk stapel från 1705, vilken flyttades till Österbitterna kyrkplats. Den är timrad med en öppen konstruktion som vilar på en betonggrund.
- Lillklockan är omgjuten 1867 av C. A. Norling i Jönköping samt 1937 av M. & E. Ohlssons klockgjuteri i Ystad.
- Storklockan är gjuten samma år och på samma ställe där lillklockan göts om senast.

## Kyrkogård
På kyrkogården, som har utvidgats i flera omgångar, finns ett unikt fristående gravkor, det Hierta–Lindelöfska gravkoret från 1644. Det är en iögonenfallande öppen konstruktion som är försedd med pelarburen barockhuv, krönt med en lanternin. Ingång till kyrkogården sker genom en stiglucka. 

## Inventarier
- Dopfunten är från omkring år 1200.
- Altaruppsatsen är ett lokalt arbete från 1600-talet som på sin tid donerades till kyrkan.
- Predikstolen är från senare delen av 1600-talet.

### Orgel
Den mekaniska orgeln på läktaren i väster med ljudande fasad är byggd 1911 av Eskil Lundén. Vid renoveringen 1960, som utfördes av Nordfors & Co, utökades orgeln med ett ryggpositiv. Instrumentet har elva stämmor fördelade på två manualer och pedal.